# دنيس شبيغل
دنيس شبيغل (بالإنجليزية: Dennis Spiegel)‏ هو كاتب أغاني وملحن وشاعر أمريكي، ولد في القرن العشرين.

## وصلات خارجية
- دنيس شبيغل على موقع IMDb (الإنجليزية)